# A casa tutti bene
A casa tutti bene è un film del 2018 diretto da Gabriele Muccino.

## Trama
Alba e Pietro sono una coppia di ristoratori in pensione ritiratisi a vivere in una villa su un'isola. Per festeggiare le loro nozze d'oro, organizzano un pranzo al quale invitano figli, nipoti e altri familiari. Dopo i festeggiamenti, però, nessuno può lasciare l'isola perché le corse dei traghetti vengono sospese causa maltempo. La permanenza forzata determina così una convivenza che gradualmente lascia il passo a una esplosione di sentimenti repressi, sofferenze irrisolte, invidie reciproche, tradimenti malcelati e gelosie esasperate. Tra richieste di aiuto disperate (Riccardo, la cui moglie è incinta, chiede invano ai cugini di poter tornare a lavorare nel ristorante di famiglia per far fronte ai suoi problemi economici) e ricerca di emozioni ormai dimenticate (tra Paolo, separato e giramondo, e Isabella in crisi con il marito), la situazione sfiora il dramma familiare quando Carlo è sul punto di scaraventare la sua seconda moglie Ginevra da un rupe al culmine dell'ennesima litigata.

## Produzione
Il film era inizialmente intitolato L'isola che non c'è. Le riprese sono state effettuate interamente sull'isola d'Ischia.

## Promozione
Il primo teaser trailer del film viene diffuso il 12 dicembre 2017.

## Distribuzione
La pellicola è stata distribuita nelle sale cinematografiche italiane a partire dal 14 febbraio 2018.

## Accoglienza

### Incassi
La pellicola si posiziona al primo posto del botteghino italiano nel suo primo weekend di programmazione, con un incasso di 3,9 milioni di euro, ottenendo il miglior esordio per un film italiano non commedia degli ultimi anni. Anche nel secondo weekend, il film si conferma al primo posto incassando 1,9 milioni di euro, portandosi ad un totale di 6,6 milioni. A fine corsa, la pellicola ha incassato 9,1 milioni di euro.

## Riconoscimenti
- 2018 - Nastro d'argento[7]
  - Nastro d'argento speciale al cast[8]
  - Premio Nino Manfredi a Claudia Gerini[9]
  - Candidatura per il miglior regista a Gabriele Muccino
  - Candidatura per la migliore sceneggiatura a Gabriele Muccino, Paolo Costella e Sabrina Impacciatore
  - Candidatura per il miglior produttore a Lotus Production, Marco Belardi e Rai Cinema
  - Candidatura per il migliore montaggio a Claudio Di Mauro
  - Candidatura per la migliore colonna sonora a Nicola Piovani
- 2018 - Ciak d'oro[10]
  - Miglior attore non protagonista a Massimo Ghini
- 2018 - Premio Kinéo[11]
  - Miglior attore non protagonista a Gianmarco Tognazzi
- 2019 - David di Donatello[12]
  - David dello spettatore[13]
  - Candidatura per il miglior attore non protagonista a Massimo Ghini
  - Candidatura per il miglior musicista a Nicola Piovani
  - Candidatura per la migliore canzone originale (L'invenzione di un poeta)
- 2019 - Filming Italy Best Movie Award[14]
  - Miglior attore protagonista a Massimo Ghini

## Miniserie televisiva
Nel luglio 2020, Gabriele Muccino annuncia l'arrivo della miniserie televisiva reboot A casa tutti bene - La serie in esclusiva per Sky, composta da otto puntate, le cui prime due dirette dallo stesso Muccino.